# Anastassija Dmitrijewna Gassanowa
Anastassija Dmitrijewna Gassanowa (russisch Анастасия Дмитриевна Гасанова, englische Schreibweise Anastasia Gasanova; * 15. Mai 1999 in Saratow) ist eine russische Tennisspielerin.

## Karriere
Gassanowa begann mit sechs Jahren mit dem Tennisspielen, ihr bevorzugter Belag ist der Hartplatz. Sie spielt hauptsächlich auf Turnieren der ITF Women’s World Tennis Tour, bei denen sie bislang zwölf Einzel- und sieben Doppeltitel gewinnen konnte.
Anfang 2021 stand sie bei den Abu Dhabi WTA Women’s Tennis Open (VAE) erstmals im Hauptfeld eines WTA-Turniers, das sie über die Qualifikation erreichte.

## Turniersiege

### Einzel
| Nr. | Datum             | Turnier             | Kategorie   | Belag     | Finalgegnerin              | Ergebnis      |
| --- | ----------------- | ------------------- | ----------- | --------- | -------------------------- | ------------- |
| 1.  | 17. August 2014   | Telawi              | ITF $10.000 | Sand      | Daniela Ciobanu            | 6:3, 6:3      |
| 2.  | 12. Juli 2015     | Telawi              | ITF $10.000 | Sand      | Amina Anschba              | 6:3, 6:4      |
| 3.  | 19. Juli 2015     | Telawi              | ITF $10.000 | Sand      | Ani Amiraghjan             | 1:6, 6:4, 6:3 |
| 4.  | 6. März 2016      | Nanjing             | ITF $10.000 | Hartplatz | Hsu Ching-wen              | 6:1, 6:1      |
| 5.  | 7. Mai 2016       | Chimki              | ITF $10.000 | Hartplatz | Jana Sisikowa              | 3:6, 6:2, 6:3 |
| 6.  | 19. August 2018   | Guiyang             | ITF $25.000 | Hartplatz | Jovana Jakšić              | 6:3, 6:4      |
| 7.  | 30. Juni 2024     | Monastir            | ITF W15     | Hartplatz | Lamis Alhussein Abdel Aziz | 6:2, 6:4      |
| 8.  | 4. August 2024    | Öskemen             | ITF W15     | Hartplatz | Ayumi Koshiishi            | 6:2, 6:1      |
| 9.  | 13. Oktober 2024  | Scharm asch-Schaich | ITF W15     | Hartplatz | Alexandra Iordache         | 6:4, 6:0      |
| 10. | 20. Oktober 2024  | Scharm asch-Schaich | ITF W15     | Hartplatz | Arlinda Rushiti            | 6:4, 6:0      |
| 11. | 15. Dezember 2024 | Scharm asch-Schaich | ITF W35     | Hartplatz | Joanna Garland             | 6:3, 7:61     |
| 12. | 27. April 2025    | Scharm asch-Schaich | ITF W35     | Hartplatz | Eva Guerrero Álvarez       | 6:3, 6:4      |

### Doppel
| Nr. | Datum             | Turnier                  | Kategorie   | Belag     | Partnerin                    | Finalgegnerinnen                       | Ergebnis          |
| --- | ----------------- | ------------------------ | ----------- | --------- | ---------------------------- | -------------------------------------- | ----------------- |
| 1.  | 9. Dezember 2016  | Solapur                  | ITF $10.000 | Hartplatz | Swjatlana Piraschenka        | Ola Abou Zekry Anastassija Pribylowa   | 6:4, 7:5          |
| 2.  | 8. Juni 2018      | Namangan                 | ITF $25.000 | Hartplatz | Jekaterina Jaschina          | Anna Morgina Dschulija Tersijska       | 6:3, 6:1          |
| 3.  | 4. September 2021 | Collonge-Bellerive       | ITF W60     | Sand      | Amina Anschba                | Amandine Hesse Tatjana Maria           | 6:1, 6:76, [10:8] |
| 4.  | 15. April 2023    | Santa Margherita di Pula | ITF W25     | Sand      | Mariana Dražić               | Schibek Qulambajewa Sapfo Sakellaridi  | 7:5, 6:4          |
| 5.  | 3. Juni 2023      | La Marsa                 | ITF W25     | Hartplatz | Jekaterina Jurjewna Jaschina | Isabella Schinikowa Wei Sijia          | 7:5, 61:7, [11:9] |
| 6.  | 29. Juni 2024     | Monastir                 | ITF W15     | Hartplatz | Wladislawa Andrejewskaja     | Ella Simmons Janice Tjen               | 6:2, 6:4          |
| 7.  | 27. Juli 2024     | Astana                   | ITF W35     | Hartplatz | Jekaterina Schalimowa        | Witalija Djatschenko Schanel Rüstemowa | 7:64, 2:6, [10:7] |

## Weltranglistenposition am Jahresende
| Jahr   | 2014 | 2015 | 2016 | 2017 | 2018 | 2019 | 2020 | 2021 | 2022 | 2023 | 2024 |
| Einzel | 891  | 624  | 385  | 454  | 305  | 307  | 290  | 138  | 179  | 453  | 450  |
| Doppel | -    | -    | 560  | 583  | 294  | 333  | 321  | 332  | 301  | 294  | 530  |